# تي في 5 كيبيك كندا
تي في 5 كيبيك كندا (بالفرنسية: TV5 Québec Canada)‏ (اختصارًا TV5) هي قناة كندية متخصصة باللغة الفرنسية تركز بشكل أساسي على البرامج من محطات البث الفرنسية الدولية.
تشارك القناة ترخيص البث مع شبكتها الشقيقة، Unis، وهي قناة مخصصة لبث البرامج التي تركز في المقام الأول على المجتمعات الناطقة بالفرنسية في كندا، وخاصة أولئك الذين يعيشون خارج كيبيك.

## تاريخ
تم اقتراح فكرة البث الكندي لقناة تي في 5 موند، المعروفة آنذاك ببساطة باسم تي في 5 كندا، لأول مرة في عام 1986 عندما انضم  اتحاد تلفزيون كيبيك كندا، والذي يضم هيئة الإذاعة الكندية وتيلي كيبيك وتي اف او ورابطة منتجي السينما والتلفزيون في كيبيك، إلى اتحاد TV5 في نفس العام. خضعت القناة المقترحة لجلسة استماع من قبل لجنة تنظيم الاتصالات الكندية (CRTC) بشأن طلبات القنوات المتخصصة في يوليو 1987،  وتم إطلاق تي في 5 كيبيك كندا في 1 سبتمبر 1988، كخليفة روحي لقناة التلفزيون الكبلي TVFQ 99 (fr)، والتي تم إطلاقها في الأصل في عام 1979 كمشروع مشترك بين فيديوترون ووزارة الخارجية الفرنسية لإعادة بث برامج تي أف 1 وفرنسا 2 وفرنسا 3 في كندا.

## ملخص
لدى تي في 5 كيبيك كندا شراكة مع تي في 5 موند، ثاني أوسع شبكة توزيعًا في العالم، حيث تصل إلى أكثر من 180 مليون أسرة في أكثر من 200 دولة. على عكس تي في 5 موند، التي يقع مقرها في باريس، فرنسا، وتشرف على توزيع الإشارات إلى جميع القارات، يقع المقر الرئيسي لقناة تي في 5 كيبيك كندا في مونتريال، كيبيك، وهي مملوكة لمجموعة غير ربحية Le Consortium de télévision Québec Canada inc. (CTQC)، والتي تقوم بتوزيع وإدارة القناة في كندا.
كما هو الحال مع اتحاد تي في 5 موند، فإن CTQC هي أيضًا منظمة تعاونية مهيكلة حاليًا على النحو التالي: ممثل واحد من كل من الهيئات التالية، هيئة الإذاعة الكندية (المعروفة أيضًا باسم راديو كندا)، وتيلي كيبيك، و TFO، وجمعية منتجي الأفلام والتلفزيون في كيبيك (APFTQ) مع ممثلين اثنين يعينهما وزير التراث الكندي، واثنين آخرين من قبل وزير كيبيك المسؤول عن الثقافة والاتصالات ووزيرها المسؤول عن العلاقات الدولية، والعضو المتبقي في مجلس الإدارة هو الرئيس والمدير التنفيذي لشركة CTQC.

## برمجة
تبث قناة تي في 5 مجموعة متنوعة من البرامج باللغة الفرنسية من كندا وحول العالم، بما في ذلك الدراما والرياضة والأفلام الوثائقية وبرامج المعلومات إلى جانب مجموعة متنوعة من الأنواع الأخرى.
يتم توفير المحتوى الكندي بشكل أساسي من قبل Télé-Québec و TFO، في حين تأتي البرمجة الأجنبية من مجموعة فرانس تيليفيزيون، أرتيو، آر تي بي إف (محطة البث العامة باللغة الفرنسية في بلجيكا)، و RTS (محطة البث العامة باللغة الفرنسية في سويسرا ) و CIRTEF (المجلس الذي يمثل أفريقيا الناطقة بالفرنسية).
كما تعد Ici Radio-Canada Télé و شبكة التلفزيون الكندية شريكتين في TV5 وتقدمان البرمجة للقناة الأم الدولية، ولكن نظرًا لأن كلاهما متاحان بالفعل على نطاق واسع في جميع أنحاء كندا، يتم استبدال معظم برمجتهما في النسخة الكندية بمحتوى من Télé-Québec وTFO.
على عكس معظم القنوات الكندية المرخصة الأخرى، وخاصة المرخصة التناظرية، تبث قناة تي في 5 كيبيك كندا كمية أقل بكثير من المحتوى الكندي مقارنة بالخدمات الكندية الأخرى: 15% فقط خلال يوم البث بالكامل و15% في وقت الذروة. ومن هذا المبلغ، تقدم القناة ما لا يقل عن 104 ساعة من البرامج الكندية الأصلية المذاعة لأول مرة كل عام.

## عالية الدقة
أطلقت قناة TV5 البث المباشر عالي الدقة الخاص بها، في 10 يونيو 2009.

## روابط خارجية
- الموقع الرسمي
 باللغة الفرنسية